# Al-Machriq
Al-Machriq (literalmente: El Este) fue una revista fundada en 1898 por el sacerdote jesuita y caldeo Louis Cheikhô, publicada por los padres jesuitas de la Universidad de Saint Joseph en Beirut, Líbano. El subtítulo era Revue Catholique Orientale. Ciencias, Letras, Artes. Cheikho editaba Al Bashir además de Al Machriq. Al-Machriq desempeñó un papel significativo en la revitalización del árabe clásico. Trató extensamente sobre la relación entre los maronitas y los maraditas, dos grupos cristianos que vivían en la región. En la fase inicial, la revista también presentaba trabajos literarios. Había publicado 72 volúmenes para 1998.